# Représentations diplomatiques à Sainte-Lucie

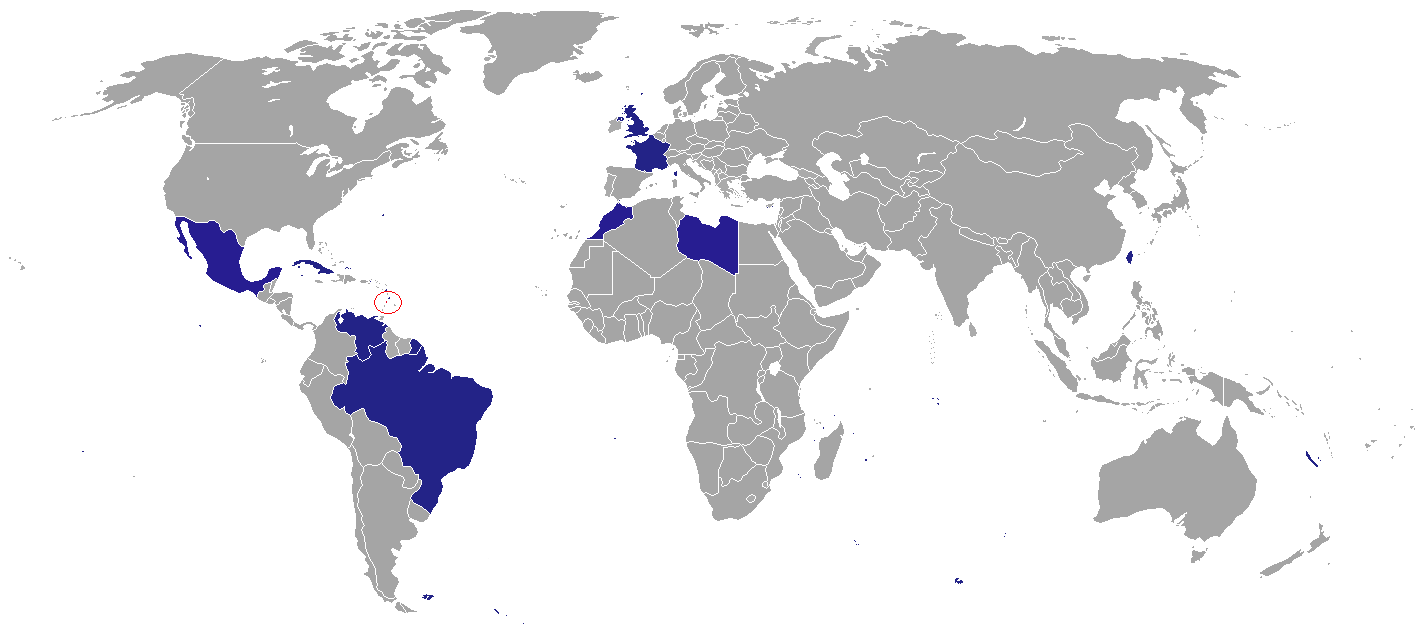
Carte des représentations diplomatiques à Sainte-Lucie

Voici une liste des représentations diplomatiques à Sainte-Lucie. À l'heure actuelle, le pays accueille 10 ambassades et hauts-commissariats. Plusieurs autres pays ont des consuls honoraires pour fournir des services d'urgence à leurs citoyens.

## Ambassades et hauts-commissariats
Castries
- Brésil[1]
- Corée du Sud
- Cuba
- Espagne[2],[3]
- France[4]
- Libye
- Maroc
- Mexique[5]
- Royaume-Uni[6]
- Venezuela
- Taïwan

## Consulats honoraires
- Allemagne
- Autriche
- Danemark
- Guyana
- Inde
- Israël
- Italie
- Norvège
- Pays-Bas
- République dominicaine
- Suède

## Ambassades et hauts-commissariats non-résidents

### Bogota
- Autriche
- Émirats arabes unis
- Norvège
- Pologne
- Portugal

### Bridgetown
- Canada
- États-Unis
- Nouvelle-Zélande
- Union européenne

### Caracas
- Algérie
- Arabie saoudite
- Égypte
- Finlande
- Grèce
- Indonésie
- Italie
- Koweït
- Malaisie
- Palestine
- Roumanie
- Suisse

### Kingston
- Afrique du Sud
- Belgique
- Chili
- Russie

### La Havane
- Laos
- Liban
- Slovaquie
- Yémen

### New York
- Bahreïn
- Bangladesh
- Côte d'Ivoire
- Guinée
- Irlande
- Islande
- Maldives
- République centrafricaine

### Mexico
- Danemark
- République tchèque

### Miami
Ordre souverain de Malte

### Ottawa
- Thaïlande
- Zimbabwe

### Panama
- Kosovo
- Viêt Nam

### Paramaribo
- Inde

### Port-d'Espagne
- Allemagne
- Australie
- Colombie
- Corée du Sud
- Espagne
- Guatemala
- Jamaïque
- Japon
- Pays-Bas
- Turquie
- Vatican

### Saint-Domingue
- Haïti
- Israël

### Stockholm
- Suède

### Washington
- Jordanie
- Kenya
- Kirghizistan
- Ouzbékistan
- Pakistan
- Tadjikistan
- Togo
- Turkménistan
- Zambie

## Ancienne ambassade
- Chine